# Tom Jones (phim)
Tom Jones (tiếng Anh: Tom Jones) là bộ phim Anh năm 1963 dựa theo cuốn tiểu thuyết nổi tiếng Truyện Tôm Giôn đứa trẻ bị bỏ rơi (The History of Tom Jones, a Foundling) của nhà văn Anh Henry Fielding. Phim giành 4 giải Oscar, 3 giải BAFTA, 3 giải Quả cầu vàng và nhiều giải quốc tế khác. Phim do Tony Richardson đạo diễn.
Đây là bộ phim có tính chất trào phúng, được xem là một bức tranh hiện thực xã hội Anh vào những năm 40 của thế kỷ XVIII.

## Nội dung
Tom Jones vốn là một đứa trẻ bị bỏ rơi được ông Allworthy nuôi dưỡng. Sophie yêu Tom Jones, trong khi Blifil cháu ông Allworthy lại yêu Sophie. Trớ trêu, Tom Jones lại yêu con gái ông gác rừng là Molly Seagrim...Bellaston là chị em họ của Sophie muốn Sophie lấy Fellamar, còn Tom Jones lại tán tỉnh Bellaston...

## Diễn viên
- Albert Finney as Tom Jones
- Susannah York as Sophie Western
- Hugh Griffith as Squire Western
- Edith Evans as Miss Western
- Joan Greenwood as Lady Bellaston
- Diane Cilento as Molly Seagrim
- George Devine as Squire Allworthy
- David Tomlinson as Lord Fellamar
- Rosalind Atkinson as Mrs. Millar
- Wilfrid Lawson as Black George
- Rosalind Knight as Mrs. Fitzpatrick
- Jack MacGowran as Partridge
- Freda Jackson as Mrs. Seagrim
- David Warner as Blifil
- Joyce Redman as Mrs. Waters/Jenny Jones
- James Cairncross as Parson Supple
- Rachel Kempson as Bridget Allworthy
- Peter Bull as Thwackum
- Angela Baddeley as Mrs. Wilkins
- George A. Cooper as Fitzpatrick
- Jack Stewart as MacLachlan
- Patsy Rowlands as Honour
- John Moffatt as Square
- Avis Bunnage as Innkeeper
- Mark Dignam as Lieutenant
- Michael Brennan as Jailer at Newgate
- Lynn Redgrave as Susan
- Redmond Phillips as Lawyer Dowling
- Julian Glover as Northerton
- Ray Austin as Henchman / stunt Director